# Narcissus foliosus
Narcissus foliosus là một loài thực vật có hoa trong họ Amaryllidaceae. Loài này được (Maire) Fern.Casas mô tả khoa học đầu tiên năm 2005.